# Xe tăng Mark IV
Mark IV là một loại xe tăng của Anh sử dụng trong chiến tranh thế giới thứ nhất. Được sản xuất vào năm 1917 dựa trên những phát triển từ lớp xe tăng Anh đầu tiên. Sự cải tiến chủ yếu của xe là lớp giáp, đặt lại vị trí thùng nhiên liệu và sự dễ dàng vận chuyển. Tổng cộng 1220 chiếc đã được sản xuất gồm: 420 "xe đực", 595 "xe cái" và 205 xe tăng hỗ trợ (loại phương tiện không được trang bị vũ khí sử dụng trong hậu cần) đã làm nó trở thành loại xe tăng của Anh được sản xuất nhiều nhất trong chiến tranh.
Chiếc Mark IV lần đầu tiên được sử dụng vào giữa năm 1917 trong trận sườn núi Messines. Nó vẫn được sử dụng trong biên chế cho đến khi kết thúc chiến tranh.

## Phát triển

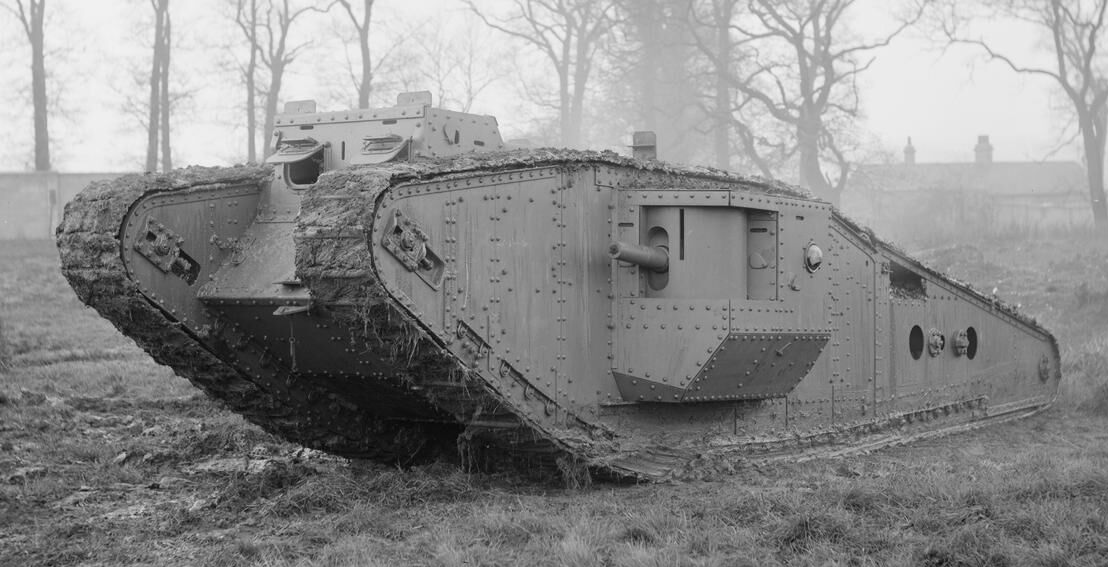
Chiếc Mark IV với đuôi nòng nọc

Giám đốc của cục cung cấp xe tăng, ông Albert Gerald Stern, đầu tiên có ý định trang bị cho Mark IV một động cơ và hộp số mới. Tất cả những hoạt động sản xuất xe tăng đã bị hoãn lại cho đến khi một bản thiết kế mới được ra đời, đòi hỏi chức năng của Mark II và III như một xe tăng tập luyện lâm thời. Thất bại trong việc phát triển hoàn tất và cho ra đời 200 xe tăng đúng ngày 1 tháng 4 năm 1917 như đã hẹn, Stern buộc phải sản xuất Mark IV vào tháng 5 và những chiếc Mark IV này không khác nhiều so với chiếc Mark I.
Những chiếc Mark IV đực được trang bị 3 súng máy Lewis gồm 1 súng ở mặt trước và 2 súng còn lại ở hai bên hông,ngoài ra hai bên hông còn có thêm hai súng chống tăng 57 mm. Còn Mark IV cái được trang bị 5 súng máy Lewis, 2 trong số đó được điểu khiển bởi người thay đạn.
Súng máy Lewis được tiêu chuẩn hóa cho xe do nó phù hợp với không gian bên trong xe. Mặc dù dễ bị tổn thương và thường bị nóng hoặc kẹt đạn sau một khoảng thời gian bắn, nhưng bù vào đó nó có hộp đạn tròn với 96 viên.
Mark IV còn được giới thiệu với chức năng "fascine", xe sẽ mang theo một bó gỗ khô, buộc bằng xích, dài khoảng 3 m và có đường kính 1,4 m, đặt phía trước xe. Nó sẽ được sử dụng khi xe phải vượt qua những chiến hào, rải những cành khô này xuống hào sẽ giúp xe băng qua dễ dàng hơn.
Một số lượng lớn những chiếc Mark IV này cũng được sử dụng cho việc phát triển. Trong một lần thử nghiệm khả năng vượt hào, đuôi nòng nọc đã được giới thiệu, thực chất là kéo dài đuôi xe ra một đoạn. Tuy nhiên, điều này làm xe mất đi sự linh động và đã không được sử dụng trong chiến đấu. Những thí nghiệm khác như radio, đặt súng cối phía sau xe hay cần cẩu cũng đã được thử. Một vài thiết bị đó được áp dụng cho xe tăng sau này.
- Kíp chiến đấu: 8 người
- Trọng lượng chiến đấu: xe đực 28 tấn - xe cái 27 tấn
- Vũ khí trang bị: 3 súng máy và 6 súng chống tăng (xe đực), 5 súng máy Lewis (xe cái)
- Kho đạn: 6 thùng đạn: 180 viên HE và hộp tiếp đạn

## Sản xuất

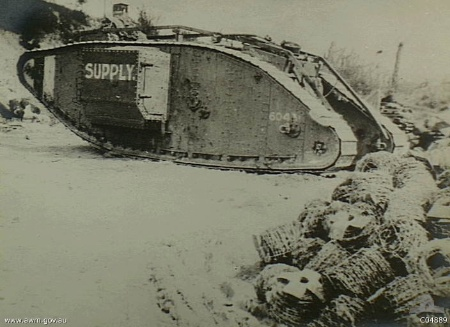
Một chiếc Mark IV hỗ trợ ở Villers-Bretonneux tháng 8 năm 1918

Mark IV được sản xuất bởi 5 nhà máy: Metropolitan (nhà máy chính), Fosters of Lincoln, Armstrong-Whitworth, Coventry Ordnance Works, William Beardmore Company and Mirrlees, Watson & Co. Chủ yếu được sản xuất vào năm 1917. Đơn đặt hàng đầu tiên tại Metropolian vào tháng 8 năm 1916 với số lượng 1000 chiếc. Những nhà máy còn lại sản xuất không nhiều hơn 100 chiếc, những nhà máy này phần lớn không bị ảnh hưởng bởi xung đột giữa Stern và War Office.

## Phục vụ
Mark IV lần đầu tiên được sử dụng phổ biến vào tháng 7 năm 1917, trong suốt những cuộc tấn công của quân anh tại sườn núi Messines. Băng qua những địa hình khô hạn và bị bắn phá nặng nề, rất nhiều những chiếc Mark IV xuất hiện trong làn bộ binh và vài chiếc đã có đóng góp quan trọng cho cuộc chiến. Trong trận Ypres lần thứ ba (cũng được gọi là trận Passchendaele) từ ngày 31 tháng 7 nơi tuyến phòng ngự mở đầu kéo dài 24 ngày đã phá hủy tất cả hệ thống thoát nước và mưa to làm cho chiến trường trở nên lầy lội, người ta nhận ra rằng những chiếc xe tăng nặng nề này đã không mang lại chút hiệu quả nào; và môi trường đầm lầy còn khiến Mark IV trở thành mục tiêu dễ ăn đạn của pháo binh đối phương.

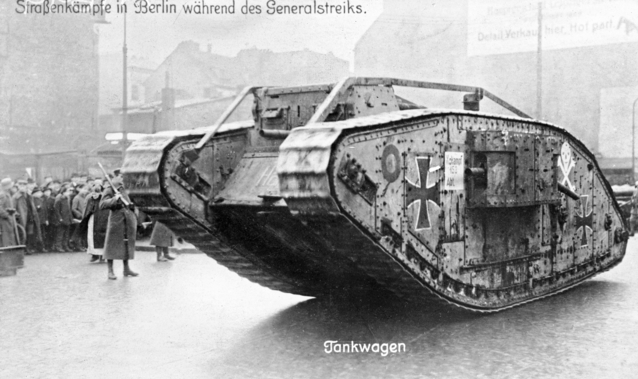
Mark IV của quân Đức

Gần 460 chiếc Mark IV đã được sử dụng suốt trận Cambrai tháng 11 năm 1917, cho thấy một lượng lớn xe tăng có thể nhanh chóng vô hiệu hóa hệ thống công sự được cho là dày đặc và tinh vi nhất.
Trong trận đấu sau cùng của cuộc tổng tấn công Mùa xuân 1918 tại mặt trận phía tây, trận đấu tăng đầu tiên đã diễn ra giữa những chiếc Mark IV và A7V của quân Đức.
Khoảng 40 chiếc Mark IV bị bắt giữ đã được sử dụng bởi quân Đức như Beutepanzerwagen (trong tiếng Đức Beute nghĩa là chiến lợi phẩm) với tổ lái 12 người. Những chiếc này được sản xuất bởi bốn công ty từ tháng 12 năm 1917, một số chiếc đã bị thay thùng đạn bằng thùng đạn tương đương của quân Đức.
Chiếc Mark IV cuối cùng còn phục vụ có tên Excellent, một chiếc xe tăng đực vẫn được sử dụng tại trường pháo binh hải quân ở đảo Whale, HMS Excellent. Trong những năm đầu của chiến tranh thế giới thứ hai nó được khôi phục trong trạng thái hoạt động và được lái vào đất liền, tuy nhiên sự nghiệp của nó sớm kết thúc sau khi một số lượng ô tô bị thiệt hại.

## Những chiếc Mark IV còn sót lại

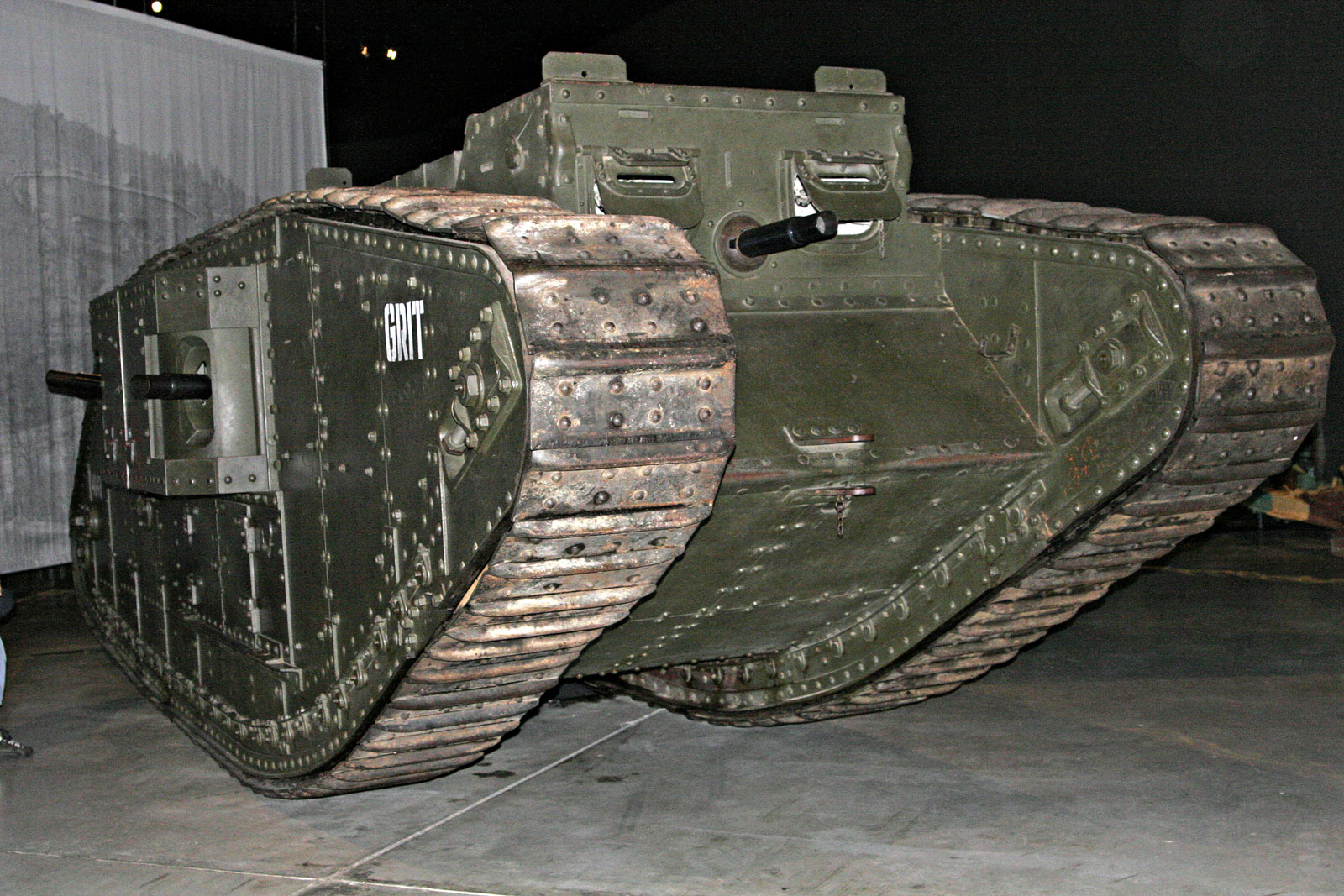
Chiếc xe tăng cái tên Grit ở khu tưởng niệm chiến tranh Australia

Có 7 chiếc Mark IV còn lại trên thế giới:
- Một chiếc Mark IV cái, có tên gọi F4: Flirt II, được tìm thấy trong trận Cambrai, hiện đang nằm ở bảo tàng Lincolnshire Life, Lincoln.
- Một chiếc Mark IV cái, trưng bày ở Ashford, Kent.
- Bảo tàng hoàng gia quân đội ở Brussels có một chiếc Mark IV đực tên Lodestar III chiếc này vẫn còn nguyên màu sơn.
- Một chiếc Mark IV cái tên Grit, sở hữu bởi khu tưởng niệm chiến tranh Australia, Canberra và được trưng bày mỗi năm.
- Một chiếc Mark IV đực tên Excellent, hiện đang được trưng bày ở Bovington.
- Một chiếc Mark IV cái tên Liberty, được trưng bày ở bảo tàng quân đội Hoa Kỳ Ordnance, Aberdeen, Maryland.